# Ramazanidi
I Ramazanidi, in turco Ramazanoğulları, furono una dinastia turkmena durante il periodo dei beilicati in Anatolia (1378-1608). Estesero il loro potere nell'antica Cilicia intorno ad Adana e Tarso.  Ramazan, l'eponimo della dinastia è di origine Oghuz, e il primo a governare effettivamente in Cilicia con capitale ad Adana fu Ibrahim I. Quest'ultimo aiutò i karamanidi e i dulqadiridi a combattere i mamelucchi. La posizione dei ramazanidi oscillò tra il supporto dei mamelucchi e quello dei karamanidi con la tendenza ad essere più dalla parte dei mamelucchi. Essi formavano uno stato cuscinetto tra gli ottomani e i mamelucchi. Nel 1516, il sultano ottomano Selim Yavuz fu impegnato in una campagna per combattere i mamelucchi in Siria. I Ramazanidi dovettero sottomettersi alla sovranità ottomana, ma continuarono ad essere governatori di Adana fino al 1608. La regione divenne infine una provincia dell'Impero ottomano con un governatore nominato da Costantinopoli.

## Storia
Il Regno della Piccola Armenia fu uno Stato fondato in Cilicia, nell'Anatolia sud-orientale, da profughi armeni in fuga dall'invasione selgiuchide dell'Armenia. Questo piccolo regno rimase racchiuso nell'Impero selgiuchide, e quindi al confine orientale del Sultanato di Rum fino alla sua scomparsa nel 1307. Esso affrontò i primi beilicati anatolici. Quando il karamanide Burhâneddin Musa tornò dal suo pellegrinaggio alla Mecca sotto la protezione del sultano mamelucco An-Nâsir Muhammad ben Qalâ'ûn, i sostenitori del sovrano del Regno armeno cercarono imprigionarlo. I Mamelucchi risposero a tale tentativo con il saccheggio della Cilicia (intorno al 1335). Alla fine del XIV secolo, la Piccola Armenia fu invasa dai mamelucchi. La caduta di Sis (la moderna Kozan) nell'aprile del 1375 pose fine al regno. Il suo ultimo sovrano, Leone VI d'Armenia, venne catturato e imprigionato al Cairo, e poi liberato con il riscatto; morì in esilio a Parigi nel 1393, dopo aver invocato una nuova crociata. I mamelucchi avevano conquistato la Cilicia, ma non erano in grado di trattenersi nell'area. Le tribù turche, comprese quelle dei Ramazanidi, colsero l'occasione per stabilirsi nella regione.
Ramazan, fondatore della dinastia Ramazanide, è menzionato già nel 1353, dove si stabilì a Elbistan.

### Sârimeddin İbrahim I
Nel 1378, Ramazan morì e suo figlio Sârimeddin İbrahimì gli succedette. Conquistò Adana e ne fece la sua capitale nel 1381. Aiutò i karamanidi e i dulqadiridi nelle loro battaglie contro i mamelucchi. Fu durante queste battaglie che morì nel 1383.

### Şihabeddin Ahmed
Şihabeddin Ahmed, erede e fratello di Ibrahim I regnò a lungo per 33 anni. A differenza del fratello era piuttosto favorevole ai mamelucchi. Gli ottomani erano appena stati sconfitti da Tamerlano (1402) e i mamelucchi sembravano più in grado di difendere il principato. Nel 1410 Ahmad fece un viaggio al Cairo.
Nel 1415, dopo un blocco di sette mesi, Ahmed conquistò Tarso dai karamanidi ed estese il suo dominio alle città di Sis (l'attuale Kozan) e Ayas.
Ahmed morì nel 1416 lasciando tre figli, İbrahim, Hamza e Mehmed che si contesero il trono. Non è tuttavia certo che il terzo, Mehmed, sia il figlio di Ahmed.

### I figli di Ahmed
İbrahim riprese il titolo di suo nonno : Sârimeddin. Era il genero del karamanide Nâsıreddin Mehmed II e ricoprì la carica di bey a Tarso dal 1416 al 1418. Il sultano mamelucco Al-Muayyad Chaykh lasciò l'Egitto per l'Anatolia. I karamanidi si ritirarono nelle montagne lasciando solo İbrahim. Il karamanide Nâsıreddin Mehmed II venne catturato dai mamelucchi e portato in Egitto. Nel 1418, Ibrahim fu estromesso e sostituito da suo fratello Hamza.
Il vero potere era detenuto da İzzeddin Hamza. İbrahim fu ucciso al Cairo il 15 dicembre 1427. In seguito anche Hamza venne ucciso nel 1429 e Mehmed, il terzo figlio di Ahmed, regnò fino al 1435.

### Eylük, Dündar e Ömer
Eylük succedette a suo padre Mehmed. Morì assassinato.
Dündar (forse figlio di Eylük) subentrò al trono. Il vicino principato dei dulqadiridi stava attraversando un periodo di instabilità. Dopo l'assassinio di Melik Arslan, i suoi due fratelli minorim Şahbudak e Şehsuvar, si contesero il trono (1465). Şehsuvar aveva l'appoggio del sultano ottomano Mehmet II Fatih, mentre Şahbudak era preferito dal sultano mamelucco Qaitbay. Dündar si schierò con Şehsuvar e chiese aiuto agli ottomani per proteggersi da un'invasione mamelucca.
Ömer succedette a Dündar (probabilmente il suo primo cugino e nipote di Mehmed). Il fratello di Davud Ömer fu ucciso ad Aleppo nel 1480 e fu fatto prigioniero dagli ottomani nel 1485 per poi essere giustiziato.

### Halil, Mahmud e Selim
Furono i due figli di Davud, Garseddin Halil, poi Mahmud che subentrarono.
Mahmud subì la sovranità ottomana, e risiedette a Costantinopoli negli anni 1514-1516. Selim, figlio di Ömer, regnò per un breve periodo. Mahmud venne rimandato ad Adana ma sotto la tutela ottomana; combatté i mamelucchi al loro fianco e morì il 22 gennaio 1517 durante una battaglia tra l'ultimo sultano mamelucco Tuman Bey e il sultano ottomano I I Yavuz.

### Kubad e Piri Mehmed
I successori furono i due figli di Halil, Kubad e poi Piri Mehmed. Halil e i suoi figli lasciarono importanti eredità architettoniche. La più significativa di queste costruzioni è il complesso formato dalle due moschee di Akça Mescit e Ulu Camii e dalla moschea Yağ Camii (Eski Camii).
La posizione della pianura di Cilicia (Cilicia pedia, oggi Çukurova) sulla via del pellegrinaggio alla Mecca e su un'importante rotta commerciale, favorì lo sviluppo economico della regione durante il regno dei Ramazanidi.

## La dinastia

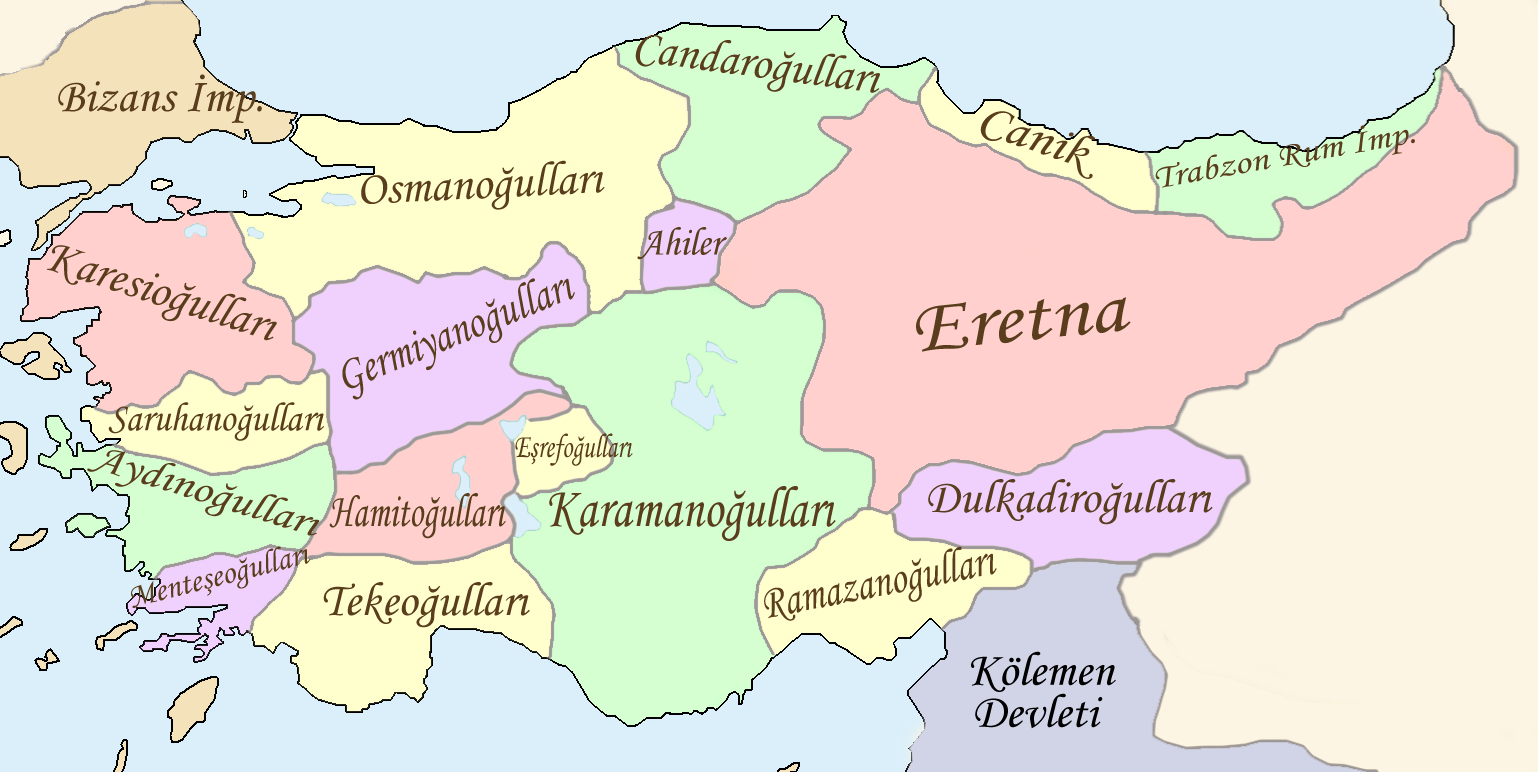
Mappa dei beilicati anatolici formati dopo la battaglia di Köse Dağ (26 giugno 1243)

| Date        | Nome                    | Nome turco         | Figlio di                                |                                                  |
| ----------- | ----------------------- | ------------------ | ---------------------------------------- | ------------------------------------------------ |
| 1353 - 1378 | Ramadhan                | Ramazan            |                                          | Fondatore della dinastia menzionata nel 1353.    |
| 1378- 1383  | Sarim al-Din Ibrahim I  | Sârimeddin İbrahim | Ramazan                                  |                                                  |
| 1383- 1416  | Shihâb al-Dîn Ahmad     | Şihabeddin Ahmed   | Ramazan                                  |                                                  |
| 1416- 1418  | Sârim al-Din Ibrahim II | İbrahim II         | Ahmed                                    |                                                  |
| 1418- 1429  | "Izz al-Din Hamza       | İzzeddin Hamza     | Ahmed                                    |                                                  |
| 1429- ?     | Muhammad I              | Mehmed             | Ahmed ?                                  |                                                  |
| ? - ?       |                         | Eylük              | Mehmed ?                                 |                                                  |
| ? - ?       |                         | Dündar             | Eylük ?                                  |                                                  |
| ? - 1485    | 'Umar                   | Ömer               | İbrahim figlio di Mehmed                 |                                                  |
| 1485 - 1510 | Ghars al-Dîn Khalîl     | Garseddin Halil    | Davud figlio di İbrahim figlio di Mehmed |                                                  |
| 1510- 1516  | Mahmud                  | Mahmud             | Davud figlio di İbrahim figlio di Mehmed | Sotto la sovranità dell'Impero ottomano dal 1510 |
| 1514 - 1516 | Selîm                   | Selim              | Ömer                                     |                                                  |
| 1517 - 1520 | Qubadh                  | Kubad              | Halil                                    |                                                  |
| 1520 - 1568 | Pîrî Muhammad           | Piri Mehmed        | Halil                                    |                                                  |
| 1568- 1569  | Darwîsh                 | Derviş             | Piri Mehmed                              |                                                  |
| 1569- 1589  | Ibrahim III             | İbrahim            | Piri Mehmed                              |                                                  |
| 1589 - 1594 | Muhammad II             | Mehmed             | İbrahim III                              |                                                  |
| 1594- 1608  | Pîr Mansûr              | Pir Mansur         | Mehmed II                                | Annesso all'Impero Ottomano nel 1608.            |